# 豊里町立竹花小学校
豊里町立竹花小学校（とよさとちょうりつ たけばなしょうがっこう）はかつて宮城県登米郡豊里町（現：登米市）にあった公立小学校である。

## 概要
豊里町立豊里小学校と統合のため、1980年に閉校した。卒業後の進学先中学校は豊里町立豊里中学校へ進学していた。
本校のほか、十五貫分校も設置されていた。

## 沿革
- 1873年（明治6年） - 創設。民家を校舎とする。
- 1880年（明治13年）10月 - 登米市豊里町寿崎に校舎を建設した。
- 1884年（明治17年）- 赤生津小学校の支校となる。
- 1885年（明治18年）4月30日 - 竹花初等小学校と改められ、独立校となる。
- 1887年（明治20年）- 竹花尋常小学校と改称。
- 1889年（明治22年）4月 - 赤生津村と鴇波村が合併して豊里村となり、豊里尋常小学校竹花分教場と改称。
- 1896年（明治29年）- 北上川、迫川の洪水で2か月ほど休校。
- 1898年（明治31年）9月 - 北上川、迫川大洪水により休校となる。
- 1909年（明治42年）4月 - 高等科を設置して、豊里尋常高等小学校竹花分教場と改称。
- 1910年（明治43年）
  - 8月 - 北上川、迫川の大洪水で町村財政が苦しくなり、教員俸給不払いをきたした。
  - 12月 - 豊里尋常高等小学校十五貫分教場を新設。
- 1921年（大正10年）4月 - 十五貫分校の5～6年生を通学させる。
- 1925年（大正14年）9月 - 西側に3教室増築竣工。
- 1927年（昭和2年）- 北上川大洪水で4月に臨時休校、再開時、大曲地区の児童は船で通学。
- 1952年（昭和27年）-  竹花小学校が独立して豊里町立竹花小学校となり、十五貫分校を編入する。
- 1960年（昭和35年）- 全国学校植林コンクールで第1位となる。
- 1972年（昭和47年）- 十五貫分校を統合する。
- 1980年（昭和55年）- 豊里町立豊里小学校に統合され、閉校。およそ100年の歴史の幕を閉じた。

## 学区
竹花地区、庚申地区、保手地区、大曲地区、十五貫地区

## 参照
- 町の年譜表 - ウェイバックマシン（2019年9月16日アーカイブ分）